# Constanze von Wetter-Rosenthal
Constanze von Wetter-Rosenthal (vollständiger Name: Constance Elisabeth Marguerite von Wetter-Rosenthal; * 18. Apriljul. / 30. April 1872greg. auf dem Gut Herküll in Estland, nach heutiger Aufteilung befindet sich das Gut in der Gemeinde Juuru; † 14. September 1948 in Hamburg-Othmarschen) war eine baltische Bildhauerin.

## Leben
Constanze von Wetter-Rosenthal wurde 1872 auf dem väterlichen Gut Herküll (Estnisch Härgla mõis) in Estland geboren und wuchs dort auf. Ihre Eltern waren Hermann und Cäcilie von Wetter-Rosenthal. Die Bildhauerin und Kunstgewerblerin Erica von Wetter-Rosenthal (* 18. Februar 1896) war die Nichte von Constanze von Wetter-Rosenthal. Das Gut Herküll wurde 1519 erstmals erwähnt und gehörte im Mittelalter der deutschbaltischen und zum Uradel gehörenden Familie Maydell. Später wechselte das Gut mehrfach den Besitzer, bis es im 19. Jahrhundert über einen längeren Zeitraum in den Besitz der Familie von Wetter-Rosenthal gelangte.
Constanze von Wetter-Rosenthal besuchte ab 1901 die Kunstschule in Dresden und war von 1902 bis 1905 Schülerin bei Friedrich Offermann. Während ihres Studiums unter Offermann beteiligte sie an Arbeiten von Offermann am Neuen Rathaus und an den Bildgruppen an der Carolabrücke. In Dresden beteiligte sie sich anfangs 1906 noch an einer Ausstellungen der Gruppe Dresdner Künstlerinnen, Ortsverband Dresdner Künstlerinnen, des 1908 neu gegründeten Bundes deutscher und österreichischer Künstlerinnenvereine. Von 1906 bis 1909 studierte sie bei Hugo Lederer in Berlin.
Sie arbeitete am Aufbau des Bismarck-Denkmals in Hamburg mit, welches in den Jahren 1901 bis 1906 nach Plänen des Architekten Emil Schaudt und des Bildhauers Hugo Lederer errichtet wurde. Von 1909 bis 1914 betätigte sie sich als freischaffende Bildhauerin in Berlin. Ab Sommer 1914 lebte und arbeitete sie in ihrer Heimat in Tartu, Tallinn und auf dem Gut Herküll. 1927 zog sie nach Hamburg. Sie war Mitglied der GEDOK und stellte oft im Kunstverein Hamburg aus. Ludwig Kunstmann schuf einen Porträtkopf von ihr, der in den 1930er-Jahren im Kunstverein ausgestellt wurde. Constanze von Wetter-Rosenthal verlor bei den Luftangriffen auf Hamburg ihr gesamtes dortiges Werk und Hab und Gut. Sie lebte danach zurückgezogen bis zu ihrem Tod in Hamburg-Othmarschen.

## Werk
Constanze von Wetter-Rosenthal schuf Frauenakte, Porträtbüsten und Reliefplastiken. Zahlreiche Werke von ihr wurden im Zweiten Weltkrieg vernichtet. Erhalten geblieben sind u. a. ein Bronzerelief von Georg Friedrich Parrot als erster Rektor der Universität Tartu an der Engelsbrücke in Tartu und ein Bronzerelief von Alexander I. an der Teufelsbrücke (früher Alexanderbrücke) in der Parkanlage des Dombergs zu Tartu.
Zwei Plastiken „Brahmswalzer“ in Bronze und „Sitzendes Mädchen“ in Terrakotta befinden sich in der Hamburger Kunsthalle. Weitere Plastiken befinden sich im Staatlichen Kunstmuseum in Tallinn, darunter „Die Läuferin am Ziel“ in Bronze. Bei der Carl-Schirren-Gesellschaft ist eine Büste von Werner Zoege von Manteuffel erhalten geblieben.
Mit der Skulptur „Sihile“ vertrat Constanze von Wetter-Rosenthal die Republik Estland beim Wettbewerb um die Gestaltung der Siegerpokale der Olympischen Sommerspiele 1936 in Berlin.

## Ausstellungen
Von Constanze von Wetter-Rosenthal sind zu Lebzeiten Ausstellungsbeteiligungen u. a. in Berlin, Wien, Dresden, Leipzig, Reval (jährlich), Riga, Dorpat, Hamburg und Kiel bekannt.